# Çubukoğulları
Das Çubukoğulları Beylik war ein kurzlebiges Beylik in Anatolien. Die Çubukoğülları waren Vasallen der Seldschuken.
Der Stammvater Çubuk Bey, ein Armeeführer im Heer der Seldschuken, eroberte 1085 Harput (heute Provinz Elazığ). Sein Sohn Mehmet folgte ihm nach (Erste Quelle für Mehmets Herrschaft von 1104). 1112 starb Mehmet. Über seinen Nachfolger ist nichts überliefert. 1115 eroberte der Ortoqide Belek Ghazi Harput und beendete so endgültig die Herrschaft der Çubukoğulları.